# Adelsö kyrka
Adelsö kyrka ligger på Adelsö i Ekerö kommun i Stockholms län. Kyrkan tillhör Adelsö-Munsö församling i Stockholms stift. Omgivande kyrkogård inramas av stora ornäsbjörkar. Alldeles norr om kyrkan ligger Hovgårdens fornlämningsområde.

## Kyrkobyggnaden
Adelsö kyrka har medeltida ursprung och är en så kallad salkyrka som består av ett långhus med rakt avslutat kor i öster. Vid långhusets västra sida finns ett kyrktorn med huvudingång. Norr om koret finns en vidbyggd sakristia. Ytterväggarna är spritputsade och har slät puts runt fönstrens omfattningar. Långhuset och sakristian har varsitt sadeltak, medan tornet har ett tälttak. Alla tak är täckta med träspån.

### Tillkomst och ombyggnader
Möjligen har en träkyrka funnits på platsen, men inga spår efter en sådan har än så länge påträffats. Nuvarande stenkyrka uppfördes vid slutet av 1100-talet. Förmodligen tillkom den på initiativ av kungen för att fungera både som församlingskyrka och gårdskyrka åt den intilliggande kungsgården Alsnö hus. Ursprungliga stenkyrkan bestod av ett långhus med ett smalare och lägre kor som avslutades med en absid. Rester av absiden upptäcktes och blottlades 1957 och finns nu markerad vid östra korväggen. På 1300-talet byggdes nuvarande sakristia norr om koret och redan från början försågs sakristian med ett tegelvalv. 
Under följande århundrade genomgick kyrkan omfattande ombyggnader. Först byggdes kyrktornet vilket troligen ägde rum vid första hälften av 1400-talet. Enligt en teckning från 1676-1680 hade tornet ett sadeltak med gavlar åt öster och väster. Tornet hade ingen ingång utifrån och bottenvåningen täcktes av ett bjälktak. Någon gång runt mitten av 1400-talet förenades tornets bottenvåning med kyrkorummet och båda byggnadskropparna försågs med tegelvalv. På 1470-talet förvandlades kyrkan till en salkyrka genom att koret breddades och förenades med långhuset. Nya koret försågs med ett stjärnvalv. Samtidigt uppfördes ett vapenhus av trä vid kyrkans södra sida.

### Senare ombyggnader

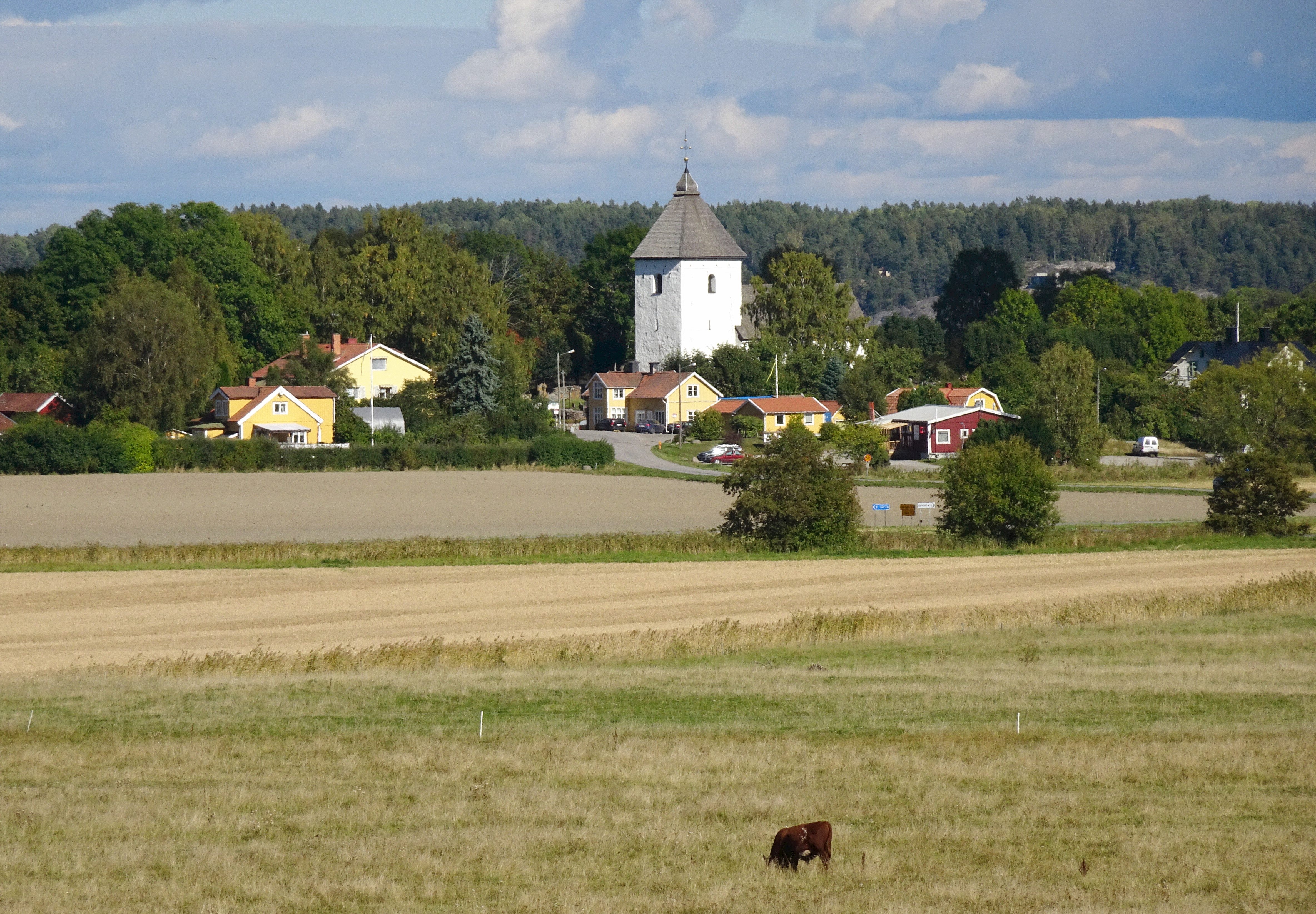
Kyrkan ligger inbäddad i Adelsöns historiska kulturlandskap.

Enligt Peringskiöld hade vapenhuset drabbats av en eldsvåda. Detta måste ha ägt rum före år 1679 då Erich Jöransson och Anders Bengtsson fick betalt för att ha byggt ett vapenhus. På tidigare nämnd teckning från 1676-1680 finns avbildat ett vapenhus av liggtimmer vid kyrkans södra sida.
1734 fick tornets ljudgluggar sin nuvarande form och storlek. 1739 flyttades kyrkklockorna till tornet och en tidigare klockstapel revs. År 1753 byggdes tornet om av byggmästare Petter Holm och fick då sin nuvarande huv.
Vid en renovering 1823 revs trävapenhuset i söder och ingången flyttades från sydsidan till sitt nuvarande läge på tornets västsida. Bågen mellan tornets bottenvåning och övriga kyrkorummet vidgades. Samtidigt togs nya fönster upp och de gamla fönstren vidgades. Efter denna ombyggnad har inga större yttre förändringar genomförts.
En restaurering genomfördes 1953 efter förslag av arkitekt Evert Milles då valv och väggar kalkades om. Korets gamla tegelgolv byttes ut mot kalkstensplattor. Elektrisk värme installerades och kyrkbänkarna gjordes bekvämare.
1993 lades kyrkans spåntak om.

## Inventarier
- En dopfunt av grov sandsten är från 1100-talets slut.
- Ett krucifix som tillverkats under 1300-talets andra hälft hänger ovanför sakristians ingång.
- Ett krucifix från slutet av 1400-talet är uppställt i sakristian.
- Predikstolen kom på plats 1786 och läktaren i samband med renoveringen 1832.
- Altaruppsatsen i form av en sarkofag är tillverkad i trä 1802 av Per Ljung.
- Ett nattvardskärl av förgyllt silver har en fot från 1641 och en cuppa från 1760-talet. En oblatask av silver, dekorerad med driven ornamentik på locket, är inköpt 1689.
- En mässhake av röd sammet är från 1724. En mässhake i svart sammet dekorerad med kors och strålkrans är från 1800-talet.
- Ett votivskepp ovanför dopfunten, utfört av Erik af Klint, donerat 1960.

### Orgel
- Den nuvarande mekaniska orgeln är byggd 1829 av Pehr Zacharias Strand, Stockholm. Orgeln har flera gånger förändrats. Den renoverades 1987 av K Kaliff Instrumentbyggare AB, Ålem och återställdes då till originaldispositionen.[1]

| Manual C-f3  | Pedal C-c (en oktav) |
| Principal 8' | Bihängd              |
| Flagflöjt 8' |                      |
| Fugara 8'    |                      |
| Octava 4'    |                      |
| Quinta 3'    |                      |
| Octava 2'    |                      |

### Bilder, interiör

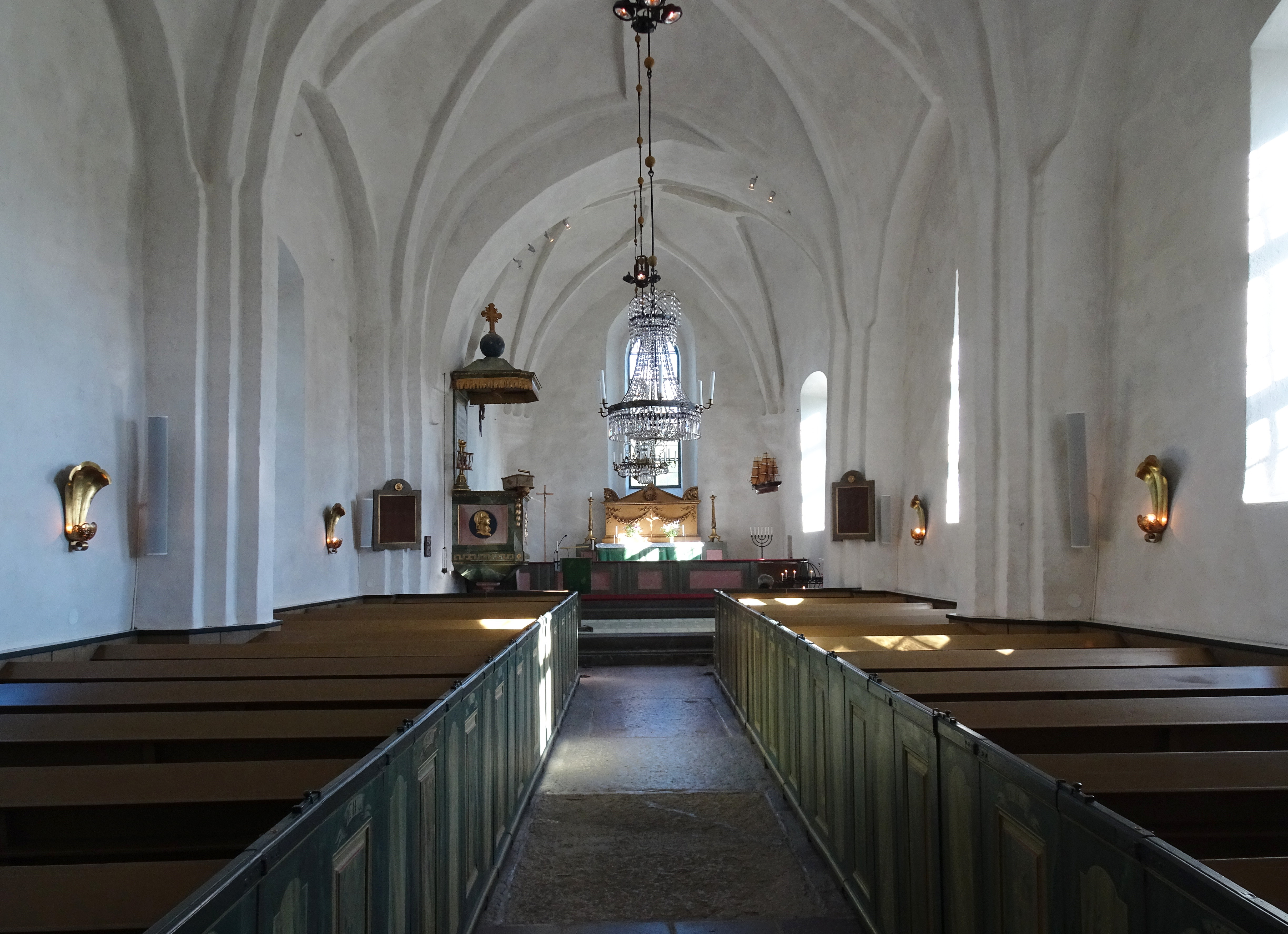
Altargången
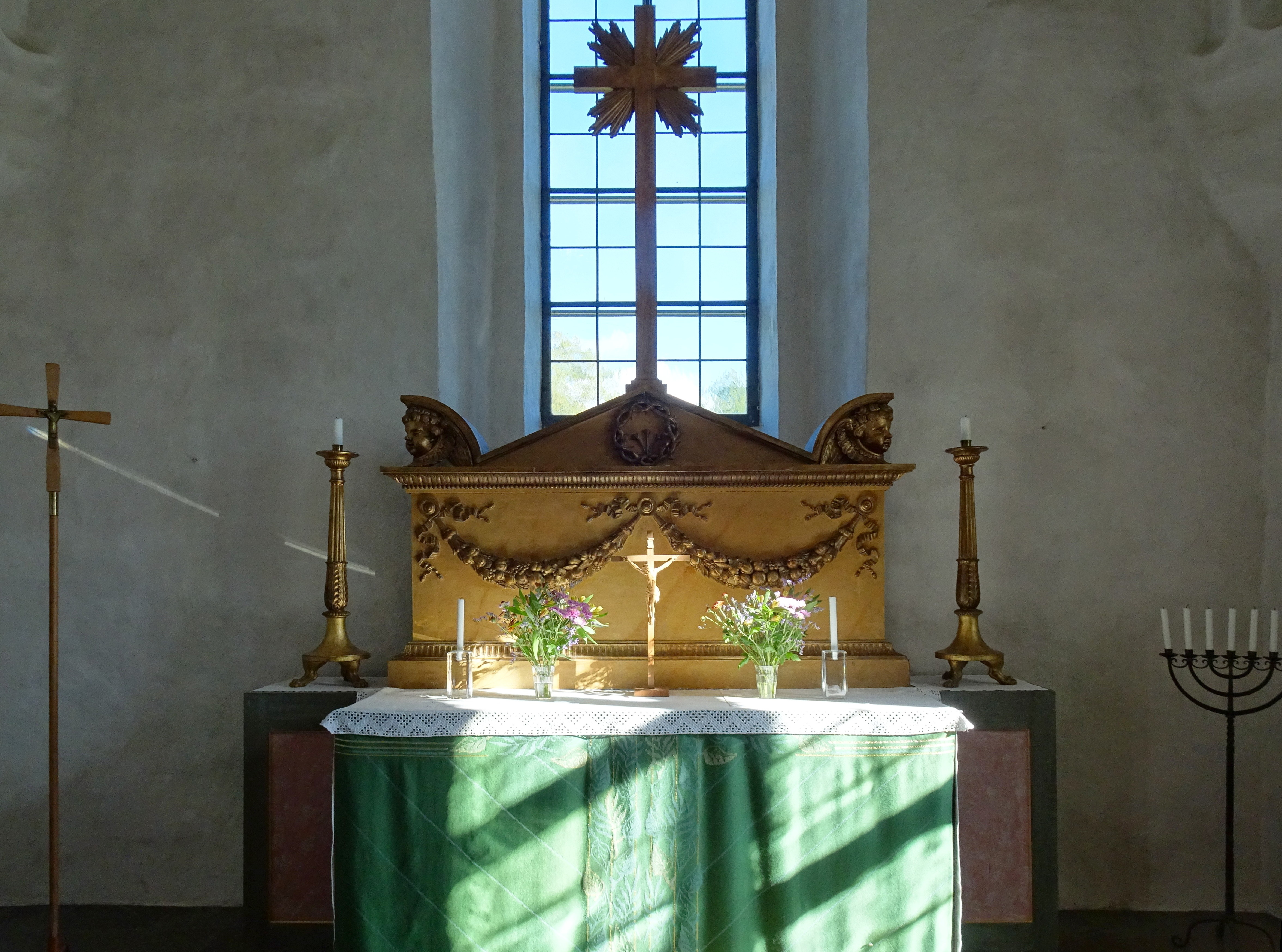
Altaret
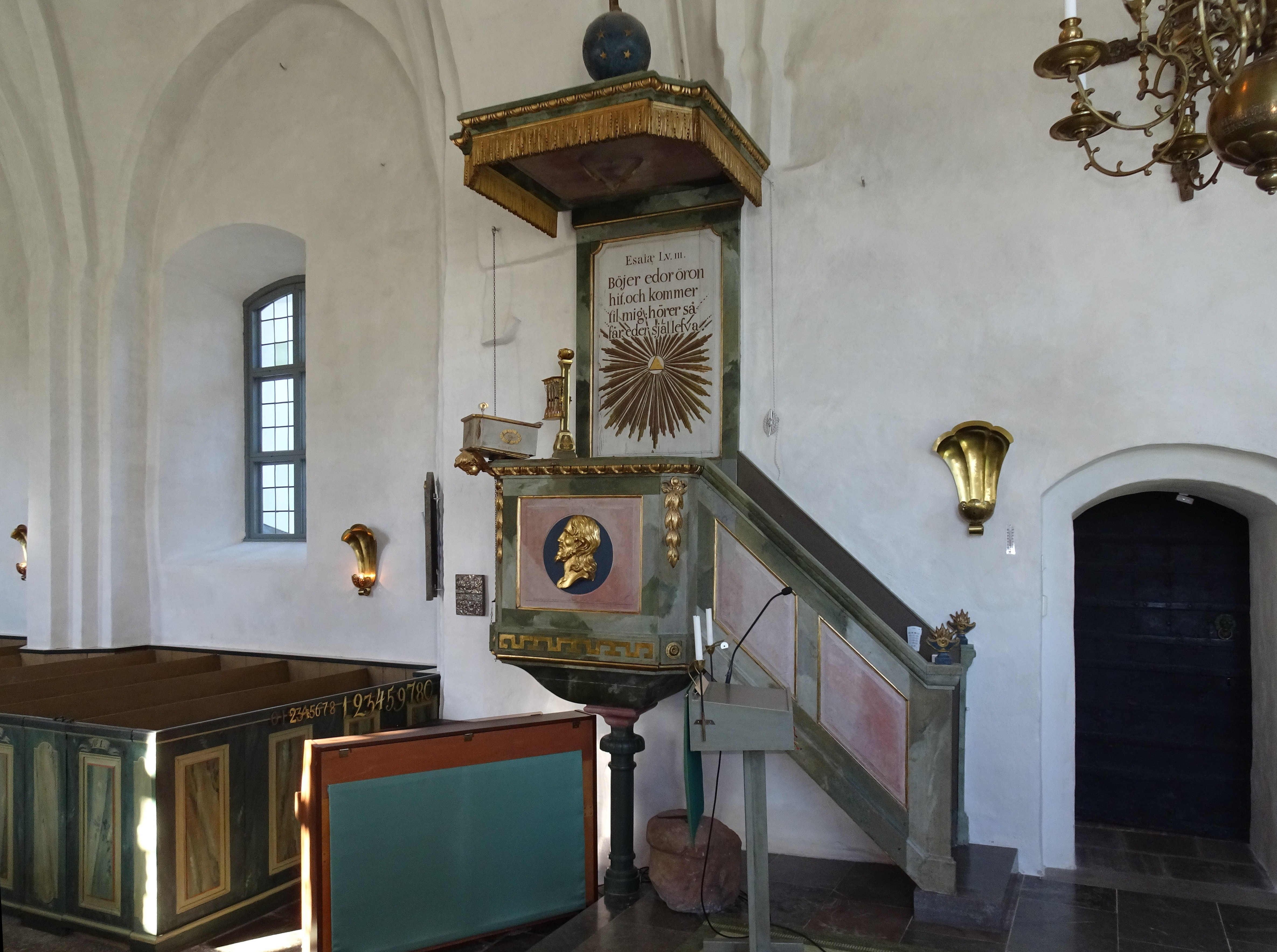
Predikstolen
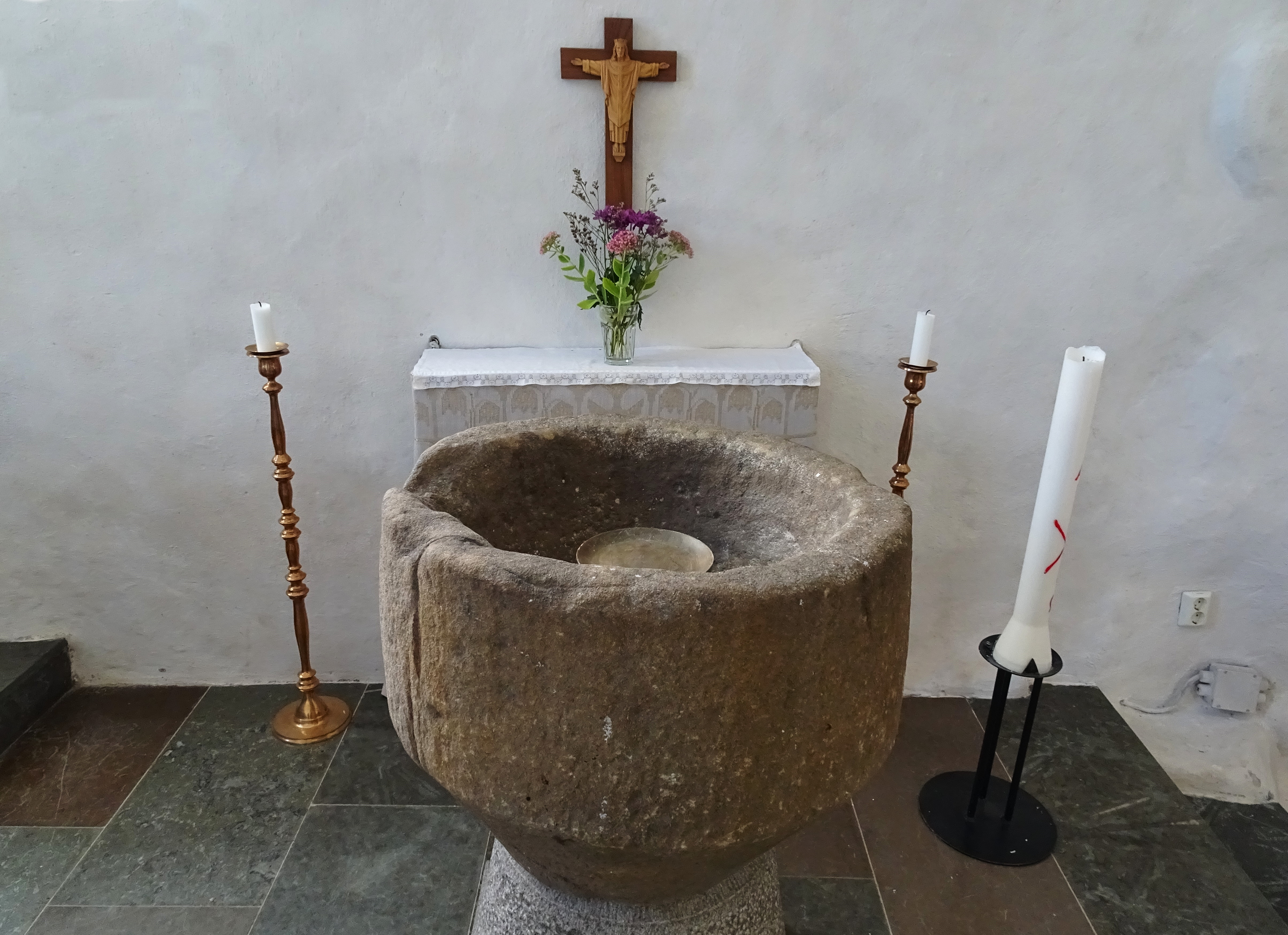
Dopfunten
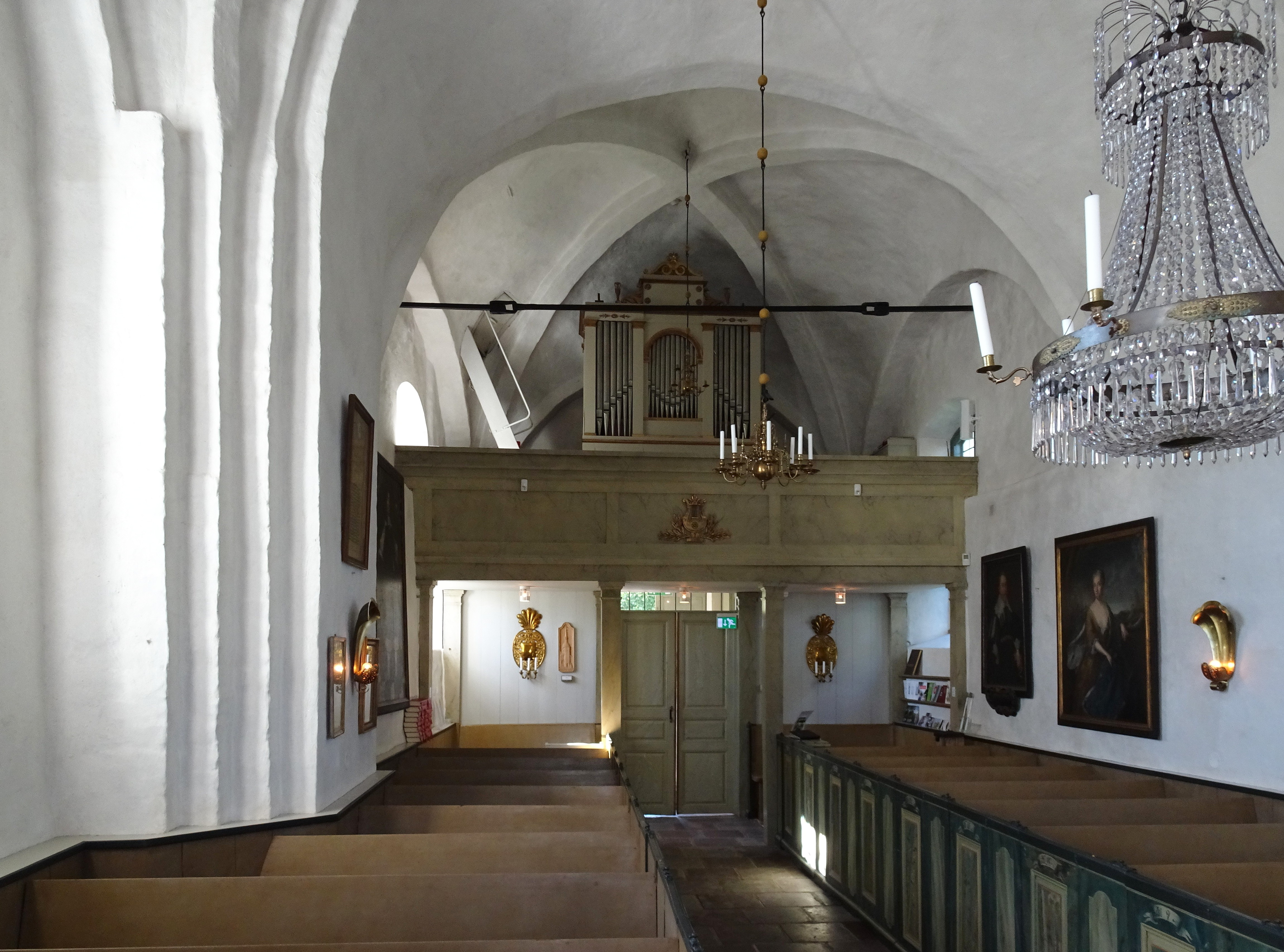
Orgelläktaren

### Bilder, exteriör

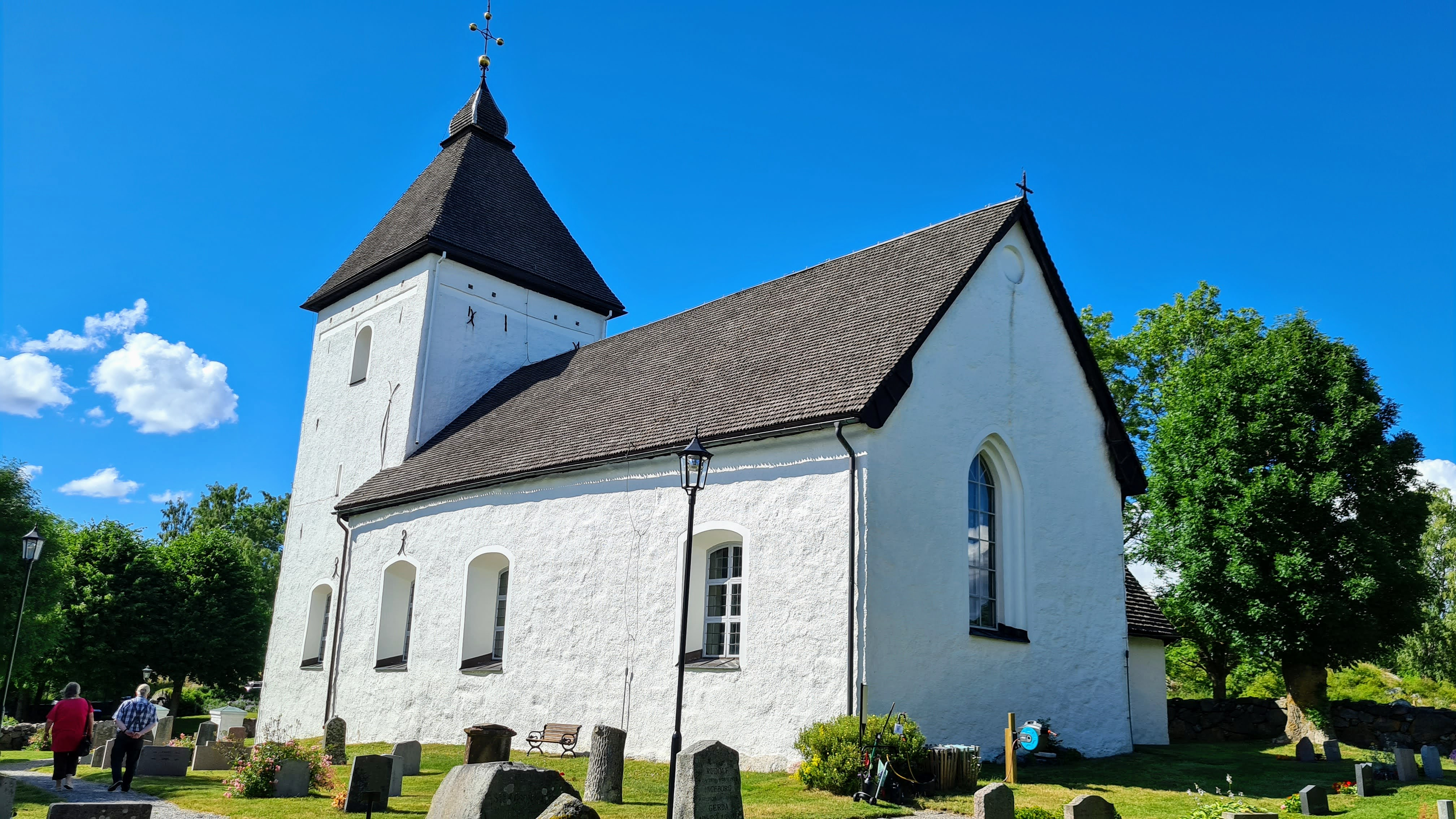
Adelsö kyrka, bild tagen
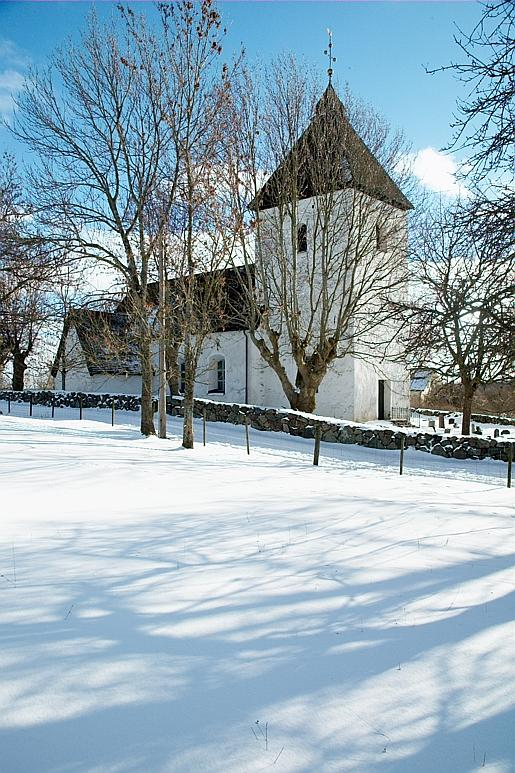
Ädelsö kyrka, vinterbild
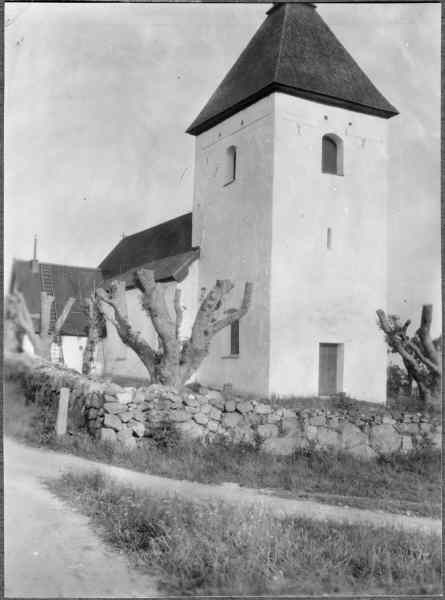
Ädelsö kyrka, Klocktornet
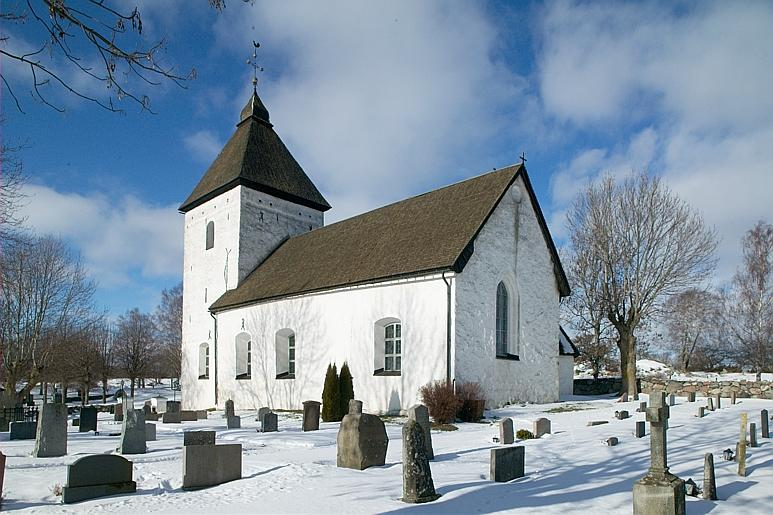
Ädelsö kyrka med kyrkogården
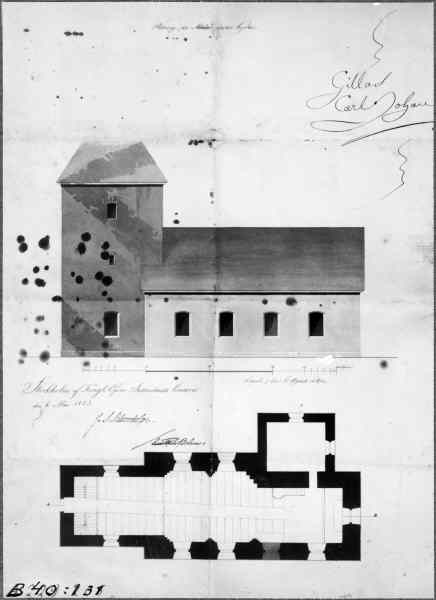
Planritning

## Övrigt
Adelsö kyrka sägs ha inspirerat Sven Lindahl då han skrev sången Mälarö kyrka, som Lenne Broberg spelade in 1968, och som också har spelats in som cover av bland andra Magnus Uggla 1979 och Åsa Jinder 1993.

### Webbkällor
- Adelsö kyrka, Stockholm 2008, © Stockholms stift, Text: Niss Maria Legars
- Upplandia.se - En site om Uppland
- Adelsö kyrka, kyrkobeskrivning PDF dokument, Svenska kyrkan